# Лафкадио Хърн
Лафкадио Хърн (на английски: Lafcadio Hearn) е американски писател, автор на произведения в жанра исторически роман. Приема името Коизуми Якуму (на японски: Koizumi Yakumo) през 1896 г.

## Биография и творчество
Лафкадио Хърн е роден на 27 юни 1850 г. в Левкада, Гърция. Баща му, майор Чарлс Хърн, е хирург от Ирландия, а майка му Роза Касиматис е гъркиня от благородническа фамилия. Името му идва от името на острова. Тъй като баща му е преназначен в Британските западни Индии (Карибите) той изпраща семейството си в Ирландия. Родителите му имат общо 3 деца и живеят почти разделени до развода им през 1856 г.
Ранното му детство преминава в Дъблин при сестрата на баща му Сара Брен, при която чете много. Завършва католическо училище първо в Ивето, Франция, после в Дърам, Англия. На 16 години наранява и губи лявото си око. През 1867 г. напуска училище поради липса на средства и чете основно в билиотеките. На 19 години емигрира в САЩ. Установява се в Синсинати, в крайна бедност, работейки на разни работни места. После през 1872 г. постъпва за репортер на „Синсинати Енкуайър“, където става известен като сензационен журналист.
На 14 юни 1874 г. се жени за афроамериканката Алетия Фоли в нарушение на сегрегационния закон на щата. Развеждат се през 1877 г. Заради брака му „Енкуайър“ прекратява през 1875 г. договора си с него и той става журналист в „Синсинати Комесиал“, където публикува стихотворения и есета, както и разкази за местното черно население. Прави преводи на Теофил Готие.
През 1877 г. Хърн отива в Ню Орлиънс, за да напише поредица от статии за политиката на Луизиана за „Комесиал“, но остава там. От 1881 г. започва да пише за „Таймс Демократ“ преводи на френски автори, разкази и адаптации. Статиите му варират по теми, от религиозни теми – за будизма и исляма, през френската и руската литература, до научни теми и антисемитизъм. Работата му в Ню Орлиънс способства за определянето на репутацията на града като място за различните култури.
В периода 1887 – 1889 г. е в Карибите и пише за списание „Харпър“. Впечатленията си описва в книгата „Две години във френските Западни индии“ и „Юма“ – оригинална история за въстание на робите. Романът му „Чита“ от 1889 г. представя приключенията на единствен оцелял от приливна вълна.
През 1890 г. заминава като кореспондент на списание „Харпър“ в Япония, но скоро напуска. В Япония открива своя дом и вдъхновение. Започва да работи като учител в Мацуе. През 1891 г. се жени за Сецу Коизуми, дъщеря на самурай. Имат 4 деца.
През 1891 г. се прехвърля в правителствения колеж в Кумамото, където остава в продължение на 3 години. Приема през 1885 г. името Коизуми Якумо, а по-късно и будизма. Става натурализиран японец през 1896 г. и се премества като преподавател по английска литература в Токийския имперски университет, а от 1903 г. в университета „Уаседа“.
Статиите му за Япония се публикуват в списание „Атлантик Монтли“, а просле и в други вестници в САЩ. През 1896 г. са публикувани в сборника Glimpses of Unfamiliar Japan.
След 1896 г. до 1903 г. е неговият най-блестящият и плодотворен период. Книгите му го нареждат сред най-големите познавачи на историята и културата на Япония. На нея посвещава 15 книги с разкази и есета за обичаите, религията, литературата, историята и хайку-поезията. Оценен е от западната критика като „един от неподправените изразители на изящния японски естетизъм“.
Лафкадио Хърн умира в Токио от инфаркт на 26 септември 1904 г. Погребан е в гробището „Джошигая“ в Токио.
В памет на писателя е запазена сградата, в която е живял в Ню Орлиънс. Културен център в Дърам е наименуван на негово име. Японски градини „Лафкадио Хърн“ са открити в Трамор, Ирландия. Открит е мемориален музей за него в Мацуе през 1993 г. Първият музей в Европа за него е открит през 2014 г. в Лефкада, където са представени животът му чрез снимки, текстове и експонати, както и ранни издания, редки книги и японски колекционерски книги.

## Произведения
- Glimpses of Unfamiliar Japan (1894)
- Out of the East: Reveries and Studies in New Japan (1895)
- Kokoro: Hints and Echoes of Japanese Inner Life (1896)
- Gleanings in Buddha-Fields: Studies of Hand and Soul in the Far East (1897)
- The Boy who Drew Cats, (1897)
- Exotics and Retrospectives (1898)
- Japanese Fairy Tales (1898)
- In Ghostly Japan (1899)
- Shadowings (1900)
- Japanese Lyrics (1900)
- A Japanese Miscellany (1901)
- Kottō: Being Japanese Curios, with Sundry Cobwebs (1902)
- Kwaidan: Stories and Studies of Strange Things (1903)
Погребаната тайна: Разкази и необикновени истории, изд.: „Народна култура“, София (1990), прев. Мария Демот
- Japan: An Attempt at Interpretation (1904)
- The Romance of the Milky Way and other studies and stories (1905)

Други издания на български език
- Жената на самурая: японски сказания – сборник, изд.: „Пергамент Прес“, София (2011), прев. Станимир Йотов
- Момичето от паравана: японски сказания – сборник, изд.: „Пергамент Прес“, София (2012), прев. Станимир Йотов

### Книги за Луизиана
- La Cuisine Creole: A Collection of Culinary Recipes (1885)
- Gombo Zhèbes": A Little Dictionary of Creole Proverbs, Selected from Six Creole Dialects. (1885)
- Chita: A Memory of Last Island (1889)
- Creole Sketches (1924)

### Документалистика
- Lafcadio Hearn's Creole Cookbook (1885)
- Some Chinese Ghosts (1887)
- Youma, the Story of a West-Indian Slave (1889)
- Two Years in the French West Indies (1890)

### Екранизации
- 1952 Curtain Call – ТВ сериал, 1 епизод
- 1964 Призрачни истории, Kaidan – с Ричаро Микуни, Мичио Аратама, Мисако Уатанабе
- 2001 Bean Cake
- 2011 I pigi tis niotis
- 2013 Yuki Onna
- 2014 Creepers
- 2016 Yuki onna
- 2017 I Never Will